# Svante Carlsson
Svante Magnus Carlsson, född 29 januari 1956, död 18 februari 2020, var en svensk professor i datalogi. 
Carlsson var forskarstuderande vid Lunds tekniska högskola 1982–1991 och disputerade 1985 med avhandlingen "Heaps" vid Lunds tekniska högskola. Han är främst känd för Lulealgoritmen och grundare av företaget Effnet med bland annat Mikael Sundström, Stephen Pink och Mikael Degermark. Effnets ursprungsidé var att göra om en standard-PC till en snabb internetrouter. Effnets berömda Lulealgoritm gjorde en PC med Pentium-III-processor till en snabb router, men på grund av annan teknikutveckling används inte algoritmen längre.
Han var  professor vid Luleå tekniska universitet på 1990-talet. Carlsson arbetade länge med Kåre Synnes och Lennart Andersson(1945-2023)